# Parole
Parole là một thị xã và là nơi đặt ủy ban khu vực quy hoạch (notified area committee) của quận Kathua thuộc bang Jammu và Kashmir, Ấn Độ.

## Nhân khẩu
Theo điều tra dân số năm 2001 của Ấn Độ, Parole có dân số 7074 người. Phái nam chiếm 52% tổng số dân và phái nữ chiếm 48%. Parole có tỷ lệ 60% biết đọc biết viết, cao hơn tỷ lệ trung bình toàn quốc là 59,5%: tỷ lệ cho phái nam là 68%, và tỷ lệ cho phái nữ là 52%. Tại Parole, 14% dân số nhỏ hơn 6 tuổi.